# Mariscada

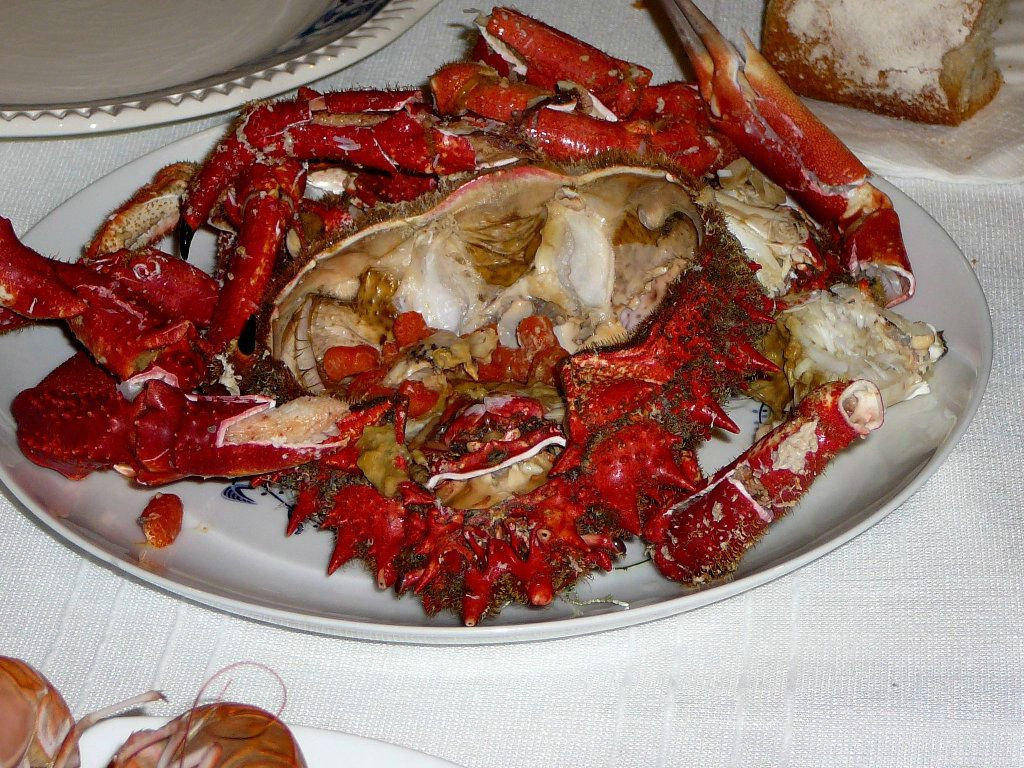
Centolla

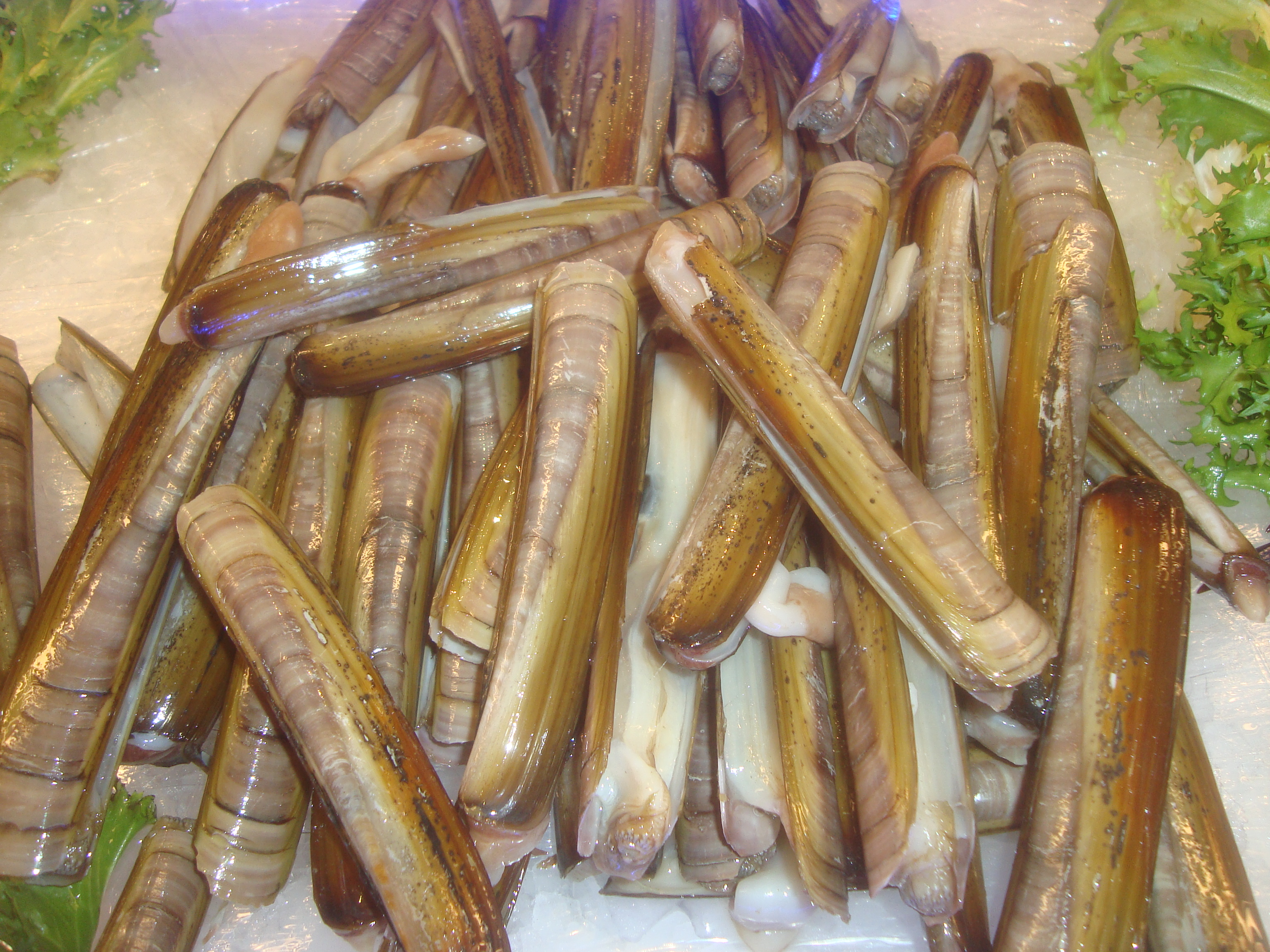
Navajas (Ensis)

La mariscada es una preparación que incluye diversos tipos de mariscos. Es muy habitual en la cocina costera de Galicia. Su popularidad es tal que puede encontrarse en otras zonas de las costa española como Asturias, Cantabria, País Vasco, Cataluña, Comunidad Valenciana, Murcia y Andalucía. Se aplica también la denominación mariscada a aquellas comidas en las que el plato principal o central del menú es el marisco (indiferentemente de cual sea este), sin que influya el tipo de recipiente que se use para tal efecto, ni todo el marisco deba ir en esa bandeja. Quizá los más comunes sean la centolla, la nécora, el percebe, el langostino y la cigala.

## Características
El marisco cocido se suele servir entero o partido en trozos. Si bien existe un tipo común de mariscada en el que sí viene presentado todo en la misma bandeja, también conocida en ocasiones como parrillada de mariscos, que, como su nombre indica, es un surtido (variable según la zona y el gusto de los cocineros y/o comensales) de mariscos elaborados a la parrilla. Es un plato que no resulta económico, pero es de gran efectividad, resultando agradable a los sentidos; sacia el apetito. No se trata de una preparación idónea en los meses de verano, a pesar de ser consumida en gran cantidad debido a la arribada de turismo a las costas gallegas. La temporada del marisco coincide con el invierno. Es común acompañarlo de arroces caldosos y vinos blancos diversos.

## Mariscos incluidos
La mariscada consiste en una gran bandeja con un variado surtido de mariscos; una mariscada puede contar, entre otros, con:
- navajas
- bogavantes
- langosta
- langostinos
- centolla
- nécoras
- buey de mar
- percebes
- vieiras
- santiaguiños
- cigalas
- ostras
- almejas
- berberechos

## En Francia
Los frutos del mar  (en francés plateau de fruits de mer), son el equivalente francés de una mariscada, y consisten en un surtido variado de mariscos crudos y cocidos presentados sobre una fuente.
Incluyen todos los mariscos que están en Francia, y casi siempre se sirven fríos. Según autores anglosajones se usan algunos condimentos para acompañarlo, por lo general salsa de cóctel o salsa rosa, salsa mignonette y limón. En Francia se acompañan tradicionalmente de limón, mayonesa y mantequilla (dulce o salada) untada en pan de centeno.

### Presentación
Como los frutos de mar tradicionalmente se sirven fríos, es práctica común colocar el plato en que se sirven, sobre una bandeja con una cama de hielo decorada con algas. Estas bandejas suelen ser muy elaboradas y decoradas, conteniendo múltiples hileras. Esto es tanto por el efecto visual, como porque los mariscos a menudo se sirven en su concha, o sobre la mitad de la concha, lo que causa que ocupen un gran espacio y solo contengan uno o dos bocados de carne.
Se acompaña con vino blanco seco.

### Mariscos
Un plato de frutos de mar puede incluir algunos o todos de la siguiente lista, dependiendo de las preferencias y la preparación:
- Ostras
- Camarones
- Langosta
- Bígaro
- Cangrejos de mar
- Gambas
- Langostinos
- Mejillones
- Ostiones
- Almejas

Esta lista no es extensiva y varía además en función del marisco recolectado o pescado en cada región marítima. Un plateau de fruits de mer incluye también frecuentemente:
- navajas
- centollos
- Buccinum undatum (las cañaillas gaditanas)
- cigalas
- bogavantes
- erizos de mar
- percebes